# Monodora undulata
Monodora undulata là loài thực vật có hoa thuộc họ Na. Loài này được (P. Beauv.) Couvreur mô tả khoa học đầu tiên.